# Comuna Vadul Turcului, Stînga Nistrului
Comuna Vadul Turcului este o comună din Unitățile Administrativ-Teritoriale din Stînga Nistrului, Republica Moldova. Este formată din satele Vadul Turcului (sat-reședință) și Molochișul Mic.
Conform recensământului din anul 2004, populația localității era de 1.220 locuitori, dintre care 133 (10.9%) moldoveni (români), 663 (54.34%) ucraineni si 404 (33.11%) ruși.